# Prima Categoria (1912/1913)
Prima Categoria 1912/1913 (z wł. Pierwsza Kategoria) – 16. edycja najwyższej w hierarchii klasy mistrzostw Włoch w piłce nożnej, organizowanych przez FIGC, które odbyły się od 20 października 1912 do 1 czerwca 1913. Mistrzem został Pro Vercelli, zdobywając swój piąty tytuł.

## Organizacja
Liczba uczestników w głównym turnieju została powiększona z 10 do 18 drużyn. Kluby z Północnych Włoch podzielono na trzy regionalne grupy, po dwa najlepsze z grup potem startują w turnieju finałowym.
Po raz pierwszy wzięły w nich udział kluby z południowej części kraju. Zwycięzca z Południowych Włoch grał w finale z mistrzem Północy.

## Kluby startujące w sezonie
Piemont
| Klub         | Miasto            | Stadion                        |
| ------------ | ----------------- | ------------------------------ |
| Casale       | Casale Monferrato |                                |
| Juventus     | Turyn             | Stadio di Corso Sebastopoli    |
| Novara       | Novara            |                                |
| Piemonte     | Turyn             |                                |
| Pro Vercelli | Vercelli          | Campo piazzale Conte di Torino |
| Torino       | Turyn             | Piazza d'armi                  |

Lombardia - Liguria
| Klub            | Miasto   | Stadion                                           |
| --------------- | -------- | ------------------------------------------------- |
| Andrea Doria    | Genua    | Campo sportivo della Cajenna                      |
| Genoa           | Genua    | Campo di Marassi                                  |
| Internazionale  | Mediolan | Campo di Ripa Ticinese, poi Campo di via Goldoni[ |
| Milan           | Mediolan | Campo Milan di Porta Monforte                     |
| Milanese        | Mediolan | Campo di via Stelvio                              |
| Racing Libertas | Mediolan | Campo di via Monte Rosa                           |

Wenecja Euganejska - Emilia Romania
| Klub      | Miasto  | Stadion                      |
| --------- | ------- | ---------------------------- |
| Bologna   | Bolonia | Campo Sportivo Cesoia        |
| Hellas    | Werona  | Stadio Marcantonio Bentegodi |
| Modena    | Modena  | Velodromo                    |
| Venezia   | Wenecja |                              |
| Vicenza   | Vicenza |                              |
| Volontari | Wenecja |                              |

Toskania
| Klub               | Miasto    | Stadion                 |
| ------------------ | --------- | ----------------------- |
| Firenze            | Florencja | Velodromo alle Cascine  |
| Pisa               | Piza      | Velodromo               |
| SPES               | Livorno   | c. Acqua della salute   |
| Virtus Juventusque | Livorno   | Poligono di Tiro Bastia |

Lacjum
| Klub     | Miasto | Stadion             |
| -------- | ------ | ------------------- |
| Alba     | Rzym   |                     |
| Audace   | Rzym   | Velodromo Salario   |
| Juventus | Rzym   | Campo Piazza d'Armi |
| Lazio    | Rzym   | Parco dei Daini     |
| Pro Roma | Rzym   | Campo Piramide      |
| Roman    | Rzym   | Campo di Due Pini   |

Kampania
| Klub           | Miasto | Stadion         |
| -------------- | ------ | --------------- |
| Internazionale | Neapol | Terme di Agnano |
| Naples         | Neapol | Terme di Agnano |

## Preeliminacje

### Piemont
20 października
Vigor – Novara 0:4

### Lombardia – Liguria

#### Pierwsza runda
20 października
Savona – Como 3:1
Lambro – Racing Libertas 2:1
Powtórka
27 października
- Racing Libertas – Lambro 1:0[b]

#### Druga runda
1 listopada
Racing Libertas – Savona 2:0

### Lacjum

#### Pierwsza runda
20 października
Alba Roma – Juventus Roma 1:2
Pro Roma – Tebro Roma 2:1

#### Druga runda
27 października
Alba Roma – Tebro Roma 2:0

## Północne Włochy

### Eliminacje

#### Piemont
| Lp. | Drużyna      | M  | Mecze | Mecze | Mecze | Bramki | Bramki | Bramki | Pkt |
| Lp. | Drużyna      | M  | W     | R     | P     | +      | −      | +/−    | Pkt |
| --- | ------------ | -- | ----- | ----- | ----- | ------ | ------ | ------ | --- |
| 1.  | Pro Vercelli | 10 | 9     | 1     | 0     | 38     | 2      | +36    | 19  |
| 2.  | Casale       | 10 | 5     | 3     | 2     | 15     | 8      | +7     | 13  |
| 3.  | Torino       | 10 | 5     | 1     | 4     | 35     | 21     | +14    | 11  |
| 4.  | Piemonte     | 10 | 5     | 0     | 5     | 16     | 37     | −21    | 10  |
| 5.  | Novara       | 10 | 1     | 2     | 7     | 13     | 28     | −15    | 4   |
| 6.  | Juventus     | 10 | 1     | 1     | 8     | 14     | 35     | −21    | 3   |

| Gospodarz \ Gość | CSL | JUV | NOV  | PIE  | PVE | TOR |
| Casale           |     | 3:0 | 2:1  | 5:2  | 0:0 | 1:1 |
| Juventus         | 0:1 |     | 3:0  | 1:2  | 0:4 | 6:8 |
| Novara           | 0:0 | 3:3 |      | 7:1  | 0:6 | 1:2 |
| Piemonte         | 3:1 | 3:1 | 1:02 |      | 1:7 | 2:1 |
| Pro Vercelli     | 1:0 | 3:0 | 7:0  | 3:0  |     | 6:1 |
| Torino           | 0:2 | 8:0 | 3:1  | 11:1 | 0:1 |     |

Objaśnienia:
1Drużyna gospodarzy jest wymieniona po lewej stronie tabeli.
2Decyzja federacji.
Kolory: zielony – zwycięstwo gospodarzy, żółty – remis, różowy – zwycięstwo gości.

#### Lombardia – Liguria
| Lp. | Drużyna         | M  | Mecze | Mecze | Mecze | Bramki | Bramki | Bramki | Pkt |
| Lp. | Drużyna         | M  | W     | R     | P     | +      | −      | +/−    | Pkt |
| --- | --------------- | -- | ----- | ----- | ----- | ------ | ------ | ------ | --- |
| 1.  | Milan           | 10 | 9     | 0     | 1     | 30     | 8      | +22    | 18  |
| 2.  | Genoa           | 10 | 8     | 0     | 2     | 33     | 12     | +21    | 16  |
| 3.  | Inter Mediolan  | 10 | 6     | 0     | 4     | 24     | 14     | +10    | 12  |
| 4.  | Andrea Doria    | 10 | 4     | 1     | 5     | 20     | 30     | −10    | 9   |
| 5.  | Milanese        | 10 | 1     | 2     | 7     | 11     | 24     | −13    | 4   |
| 6.  | Racing Libertas | 10 | 0     | 1     | 9     | 8      | 34     | −26    | 1   |

| Gospodarz \ Gość | ADO | GEN | INT | MIL | RAC  | USM |
| Andrea Doria     |     | 1:5 | 6:0 | 2:3 | 3:2  | 1:1 |
| Genoa            | 6:0 |     | 0:1 | 4:1 | 5:1  | 4:0 |
| Inter Mediolan   | 5:1 | 2:3 |     | 1:2 | 5:0  | 2:0 |
| Milan            | 7:0 | 4:0 | 1:0 |     | 2:02 | 6:0 |
| Racing Libertas  | 1:5 | 0:1 | 1:6 | 1:2 |      | 2:2 |
| Milanese         | 0:1 | 2:5 | 0:2 | 0:2 | 3:0  |     |

Objaśnienia:
1Drużyna gospodarzy jest wymieniona po lewej stronie tabeli.
2Walkower.
Kolory: zielony – zwycięstwo gospodarzy, żółty – remis, różowy – zwycięstwo gości.

#### Wenecja – Emilia Romania
| Lp. | Drużyna           | M  | Mecze | Mecze | Mecze | Bramki | Bramki | Bramki | Pkt |
| Lp. | Drużyna           | M  | W     | R     | P     | +      | −      | +/−    | Pkt |
| --- | ----------------- | -- | ----- | ----- | ----- | ------ | ------ | ------ | --- |
| 1.  | Vicenza           | 10 | 7     | 2     | 1     | 32     | 10     | +22    | 16  |
| 1.  | Hellas Verona     | 10 | 8     | 0     | 2     | 28     | 10     | +18    | 16  |
| 3.  | Venezia           | 10 | 6     | 2     | 2     | 28     | 6      | +22    | 14  |
| 4.  | Volontari Venezia | 10 | 3     | 2     | 5     | 19     | 29     | −10    | 8   |
| 5.  | Bologna           | 10 | 2     | 0     | 8     | 14     | 30     | −16    | 4   |
| 6.  | Modena            | 10 | 1     | 0     | 9     | 6      | 42     | −36    | 2   |

| Gospodarz \ Gość  | BOL | HEL | MOD | VEN | VIC | VOL |
| Bologna           |     | 1:2 | 1:0 | 0:1 | 2:4 | 9:0 |
| Hellas Verona     | 3:0 |     | 8:0 | 2:0 | 4:1 | 3:2 |
| Modena            | 1:0 | 1:4 |     | 0:2 | 0:4 | 0:5 |
| Venezia           | 8:0 | 3:0 | 8:2 |     | 0:1 | 5:0 |
| Vicenza           | 7:0 | 1:0 | 7:1 | 0:0 |     | 6:2 |
| Volontari Venezia | 4:1 | 1:2 | 3:1 | 1:1 | 1:1 |     |

Objaśnienia:
1Drużyna gospodarzy jest wymieniona po lewej stronie tabeli.
Kolory: zielony – zwycięstwo gospodarzy, żółty – remis, różowy – zwycięstwo gości.

### Runda finałowa
W przypadku zespołów, które grały już ze sobą w poprzedniej rundzie eliminacyjnej, uwzględniono wyniki z tych eliminacji. Takim sposobem następujące drużyny rozpoczęły rozgrywki z następującą liczbą punktów:
- Pro Vercelli: 3 pkt
- A.C. Milan, Genoa CFC, Hellas, Vicenza: 2 pkt
- Casale: 1 pkt

| Lp. | Drużyna       | M | Mecze | Mecze | Mecze | Bramki | Bramki | Bramki | Pkt |
| Lp. | Drużyna       | M | W     | R     | P     | +      | −      | +/−    | Pkt |
| --- | ------------- | - | ----- | ----- | ----- | ------ | ------ | ------ | --- |
| 1.  | Pro Vercelli  | 8 | 7     | 1     | 0     | 21     | 1      | +20    | 18  |
| 2.  | Milan         | 8 | 4     | 2     | 2     | 16     | 6      | +10    | 12  |
| 3.  | Casale        | 8 | 4     | 2     | 2     | 22     | 12     | +10    | 11  |
| 3.  | Genoa         | 8 | 4     | 1     | 3     | 17     | 8      | +9     | 11  |
| 5.  | Vicenza       | 8 | 0     | 2     | 6     | 6      | 21     | −15    | 4   |
| 6.  | Hellas Verona | 8 | 0     | 0     | 8     | 3      | 37     | −34    | 2   |

| Gospodarz \ Gość | CSL  | GEN  | HEL  | MIL  | PVE  | VIC  |
| Casale           |      | 1:1  | 6:0  | 2:0  | 0:02 | 5:1  |
| Genoa            | 1:0  |      | 5:0  | 4:12 | 0:1  | 1:0  |
| Hellas Verona    | 2:5  | 0:4  |      | 0:3  | 0:5  | 4:12 |
| Milan            | 4:0  | 4:02 | 5:1  |      | 0:0  | 1:1  |
| Pro Vercelli     | 1:02 | 5:1  | 4:0  | 2:0  |      | 3:0  |
| Vicenza          | 3:3  | 1:4  | 1:02 | 0:3  | 0:1  |      |

Objaśnienia:
1Drużyna gospodarzy jest wymieniona po lewej stronie tabeli.
2Wynik z eliminacji.
Kolory: zielony – zwycięstwo gospodarzy, żółty – remis, różowy – zwycięstwo gości.

## Środkowo-Południowe Włochy

### Eliminacje

#### Lacjum
| Lp. | Drużyna       | M  | Mecze | Mecze | Mecze | Bramki | Bramki | Bramki | Pkt |
| Lp. | Drużyna       | M  | W     | R     | P     | +      | −      | +/−    | Pkt |
| --- | ------------- | -- | ----- | ----- | ----- | ------ | ------ | ------ | --- |
| 1.  | Lazio         | 10 | 8     | 2     | 0     | 55     | 9      | +46    | 18  |
| 2.  | Juventus Roma | 10 | 6     | 2     | 2     | 25     | 21     | +4     | 14  |
| 3.  | Audace Roma   | 10 | 6     | 1     | 3     | 27     | 22     | +5     | 13  |
| 4.  | Roman         | 10 | 5     | 1     | 4     | 26     | 15     | +11    | 11  |
| 5.  | Pro Roma      | 10 | 2     | 0     | 8     | 9      | 55     | −46    | 4   |
| 6.  | Alba Roma     | 10 | 0     | 0     | 10    | 0      | 30     | −30    | 0   |

| Gospodarz \ Gość | ALB  | ARO | JAU | LAZ | PRO  | ROM |
| Alba Roma        |      | 0:2 | 0:2 | 0:2 | 0:2  | 0:2 |
| Audace Roma      | 2:02 |     | 3:3 | 2:6 | 9:1  | 2:1 |
| Juventus Roma    | 2:02 | 5:1 |     | 2:2 | 1:0  | 0:3 |
| Lazio            | 2:02 | 5:0 | 9:2 |     | 13:1 | 5:0 |
| Pro Roma         | 2:02 | 1:4 | 1:5 | 0:9 |      | 1:9 |
| Roman            | 2:02 | 0:2 | 2:3 | 2:2 | 5:0  |     |

Objaśnienia:
1Drużyna gospodarzy jest wymieniona po lewej stronie tabeli.
2Alba Roma przegrała swój pierwszy mecz walkowerem, a następnie wycofała się z rozgrywek. Federacja we wszystkich spotkaniach z jej udziałem przyznała rywalom walkower.
Kolory: zielony – zwycięstwo gospodarzy, żółty – remis, różowy – zwycięstwo gości.

#### Toskania
| Lp. | Drużyna            | M | Mecze | Mecze | Mecze | Bramki | Bramki | Bramki | Pkt |
| Lp. | Drużyna            | M | W     | R     | P     | +      | −      | +/−    | Pkt |
| --- | ------------------ | - | ----- | ----- | ----- | ------ | ------ | ------ | --- |
| 1.  | Virtus Juventusque | 6 | 4     | 1     | 1     | 11     | 8      | +3     | 9   |
| 2.  | SPES               | 6 | 2     | 3     | 1     | 15     | 9      | +6     | 7   |
| 3.  | Firenze            | 6 | 2     | 0     | 4     | 7      | 16     | −9     | 4   |
| 3.  | Pisa               | 6 | 1     | 2     | 3     | 6      | 6      | 0      | 4   |

| Gospodarz \ Gość   | CSF | PIS | VJU | SLI |
| Firenze            |     | 1:4 | 0:1 | 2:1 |
| Pisa               | 0:1 |     | 0:1 | 1:1 |
| Virtus Juventusque | 4:2 | 1:0 |     | 3:5 |
| SPES               | 6:1 | 1:1 | 1:1 |     |

Objaśnienia:
1Drużyna gospodarzy jest wymieniona po lewej stronie tabeli.
Kolory: zielony – zwycięstwo gospodarzy, żółty – remis, różowy – zwycięstwo gości.

#### Kampania
19 stycznia
Naples – Inter Napoli 2:1
26 stycznia
Inter Napoli – Naples 2:3

### Runda finałowa

#### Pierwsza runda
2 marca
Virtus Juventusque – Lazio 1:3
9 marca
Lazio – Virtus Juventusque 3:0

#### Druga runda
16 marca
Naples – Lazio 1:2
30 marca
Lazio – Naples 1:1

## Finał
1 czerwca
Pro Vercelli – Lazio 6:0
Ostatni mecz Pro Vercelli rozegrał w składzie: Innocenti, Binaschi, Valle, Ara, Milano I, Leone, Milano II, Berardo, Ferraro, Rampini I, Corna.